# Ryszard Wasik
Ryszard Zygmunt Wasik (ur. 2 maja 1931 w Sosnowcu, zm. 22 marca 2021 w Szczecinie) – polski kapitan żeglugi wielkiej, poseł na Sejm PRL VI kadencji.

## Życiorys
Syn Bronisława i Ireny. W wieku 14 lat uciekł z domu w Dąbrowie Górniczej, udając się do Gdyni, gdzie został przyjęty na kuter rybacki, a w 1946 zgłosił się na Kurs Pracy Morskiej w Państwowym Centrum Wychowania Morskiego. Ukończył także Szkołę Jungów, został zamustrowany na „Dar Pomorza” oraz podjął naukę w gimnazjum. W 1949 został przyjęty do Państwowej Szkoły Morskiej w Szczecinie, kończąc ją po trzech latach, otrzymując jednocześnie zakaz pływania i osiedlania się nad morzem. Powróciwszy jednak do Gdyni, zamustrował się jako as pokładowy na statku „MS Beniowski”. Ostatecznie wyrażono zgodę na jego zamieszkanie na wybrzeżu. Został pilotem portowym, zaś w 1956 zostało mu przywrócone mu prawo pływania, po czym zgłosił się do Polskiej Żeglugi Morskiej. Otrzymał stopień porucznika żeglugi małej i zaokrętował się na „Buku”, jednak Urząd Bezpieczeństwa po pierwszym rejsie pod groźbą zakazu pływania żądał go do współpracy, w wyniku czego powrócił do Gdyni. Pływał na statkach w Polskich Liniach Oceanicznych jako trzeci oficer. Powróciwszy do PŻM, awansował na drugiego i pierwszego oficera, a w 1960 zdobył dyplom kapitana żeglugi wielkiej. Po odbyciu kilku rejsów został wysłany na budowy statków do Rumunii, po czy powrócił do pływania. W 1972 uzyskał mandat posła na Sejm PRL w okręgu Szczecin z ramienia Polskiej Zjednoczonej Partii Robotniczej. Zasiadał w Komisji Gospodarki Morskiej i Żeglugi oraz w Komisji Handlu Zagranicznego. Był także dyrektorem do spraw pracowniczych PŻM oraz przez pięć lat konsulem do spraw morskich w Nowym Jorku. Po powrocie ponownie pływał na statkach, co ograniczył po przejściu na emeryturę w 1991. Wykładał ponadto w Ośrodku Szkoleniowym Ratownictwa Morskiego przy Wyższej Szkole Morskiej.
Zmarł 22 marca 2021, dziewięć dni później został pochowany na cmentarzu Centralnym w Szczecinie.